# 菊綿粉介殼蟲
菊綿粉介殼蟲（学名：Phenacoccus asteri）为粉介殼蟲科綿粉介殼蟲屬下的一个种。